# YPR-765
YPR-765 — нідерландський гусеничний бронетранспортер, який виконує функції легкої бойової машини піхоти. Базується на конструкції AIFV, розробленій компанією FMC Corporation. Він замінив AMX-VCI та YP-408 в Королівській армії Нідерландів і надійшов на озброєння у 1977 році. Пізніше нідерландські YPR-765 були замінені на CV90, Fennek та Boxer.

## Історія
У 1973 році Королівська армія Нідерландів розпочала проєкт з пошуку нової бойової машини піхоти для заміни AMX-VCI. Під час цього проєкту кілька країн запропонували Нідерландам свої бойові машини піхоти. У 1974 році Королівська армія Нідерландів зацікавилася вдосконаленою моделлю M113, пізніше названою Armored Infantry Fighting Vehicle (AIFV; укр. «Броньована бойова машина піхоти»), розробленою FMC Corporation. Після проведення випробувань з машиною у тому ж році та внесення кількох змін у конструкцію для відповідності вимогам Королівської армії Нідерландів, Міністерство оборони Нідерландів у 1975 році розмістило замовлення на 889 одиниць YPR-765 на суму близько 700 мільйонів нідерландських гульденів. Замовлення включало дванадцять різних варіантів машини, таких як броньований медичний евакуаційний транспорт та броньований транспортер для перевезення особового складу.
Бойові машини були виготовлені компанією FMC разом із кількома нідерландськими компаніями, такими як DAF та Philips. Розподіл роботи був такий, що FMC виготовляла шасі машини, тоді як DAF відповідала за внутрішню комплектацію та побудувала 227 спеціально розроблених башт, оснащених 25-мм гарматою Oerlikon KBA-B02. Крім того, Philips розробила систему управління вогнем для YPR-765. Остаточне складання та інтеграція всіх різних частин також виконувалися компанією DAF.
У 1978 році було розміщено додаткове замовлення на 160 одиниць YPR-765 вартістю 63 мільйони нідерландських гульденів. 116 із цих машин були оснащені пусковими установками TOW, 36 мали бути побудовані як командні машини, а 8 – як ремонтно-евакуаційні машини. Додаткова вартість оснащення 116 машин баштами з можливістю запуску ракет TOW оцінювалася у 55 мільйонів гульденів.
У 1980 році нідерландський уряд розмістив третє замовлення на 185 одиниць YPR-765 вартістю 256 мільйонів гульденів. 107 із цих машин мали бути оснащені пусковими установками TOW. Як і в попередніх замовленнях, YPR-765 повинні були виготовлятися FMC Corporation разом з нідерландськими компаніями, якими цього разу були DAF та RSV.
У 1980 році Міністерство оборони Нідерландів також розглядало чотири різні машини, які могли б замінити 743 одиниці YP-408 у Королівській армії Нідерландів, серед яких були Marder, TPZ-1, YPR-765 та XM-2. Для заміни YP-408 нідерландський уряд зарезервував близько 1,1 мільярда гульденів. Наступного року, у 1981-му, було прийнято рішення замовити 841 одиницю YPR-765 для заміни. Проте, на відміну від першої серії YPR-765, що замінила AMX-13, ця серія мала бути повністю виготовлена в Нідерландах консорціумом DAF та RSV. Це стало можливим завдяки тому, що консорціум отримав ліцензійні права на виробництво машин. FMC Corporation запропонувала виготовити машини за нижчою ціною, ніж консорціум DAF-RSV, але нідерландський уряд прагнув стимулювати зайнятість у Нідерландах.
Близько 1990 року Королівська армія Нідерландів мала на озброєнні 2140 одиниць YPR-765.

## Варіанти
- YPR-765 PRI (Pantser Rups Infanterie) — основна бойова машина піхоти з 25-мм гарматою Oerlikon KBA-B02 та спареним кулеметом FN MAG, розміщеними у башті; екіпаж складається з трьох осіб і до семи пасажирів (зазвичай перевозять лише п'ятьох); сидіння розташовані в задньому відсіку, обличчям назовні.
  - YPR-765 PRI.50 — бронетранспортер з кулеметом M2 HB .50 калібру на турельній установці типу M113 замість башти.
- Серія YPR-765 PRCO (Pantser Rups Commando, тобто командно-штабна машина)
  - YPR-765 PRCO-B — машина командира роти з такою ж баштою, як і в PRI; екіпаж з шести осіб і два пасажири; у задньому відсіку є складаний стіл та два сидіння, розташовані обличчям один до одного.
  - YPR-765 PRCO-C-1 — машина командира батальйону з кулеметом M2 HB; екіпаж з п'яти осіб і чотири пасажири; у задньому відсіку складаний стіл з тримісною лавкою ліворуч і двома сидіннями праворуч, усі сидіння обернені всередину.
  - YPR-765 PRCO-C-2 — батальйонний центр управління вогнем з кулеметом M2 HB; екіпаж з семи осіб і один пасажир; задній відсік, як у моделі C-1.
  - YPR-765 PRCO-C-3 — машина управління мінометним вогнем з кулеметом M2 HB; екіпаж з чотирьох осіб і один пасажир; у задньому відсіку складаний стіл, два сидіння ліворуч, обернені всередину, та велика дошка для військових карт праворуч.
  - YPR-765 PRCO-C-4 — броньована командно-штабна машина для бронетанкових зенітно-артилерійських взводів Gepard. Оснащена кулеметом M2 HB; екіпаж з трьох осіб; у задньому відсіку складаний стіл з тримісною лавкою ліворуч, оберненою всередину. Машина обладнана дизельним обігрівачем, високою складною антенною щоглою з лівого боку корпусу та тентовим розширенням, яке можна прикріпити до задньої частини корпусу для додаткового робочого простору.
  - YPR-765 PRCO-C-5 — спостережна машина для артилерійських підрозділів з кулеметом M2 HB; екіпаж з п'яти осіб; у задньому відсіку складаний стіл і два сидіння з лівого боку, обернені всередину.
- YPR-765 PRRDR (Pantser Rups Radar) — машина, оснащена радаром ZB-298 для спостереження за полем бою, озброєна кулеметом M2 HB; екіпаж з чотирьох осіб і двоє пасажирів; у задньому відсіку є складаний стіл і по одному сидінню з обох сторін, обернених всередину. У кожному танковому та бронетанковому піхотному батальйоні в роті штабної та допоміжної підтримки було по три таких машини.
  - YPR-765 PRDRR-C — командна машина для взводу радіолокації. Знята з озброєння.
- YPR-765 PRGWT (Pantser Rups Gewondentransport) — броньована машина медичної евакуації; неозброєна; екіпаж з трьох осіб і п'ять пасажирів; у задньому відсіку два сидіння ліворуч, обернені вперед, контейнери для особистого спорядження поранених з обох сторін і можливість розміщення двох носилок по обидва боки, підвішених на ланцюгах. Машина оснащена дизельним обігрівачем.
- YPR-765 PRMR (Pantser Rups Mortiertrekker) — броньований тягач для 120 мм мінометів MO-120-RT з кулеметом M2 HB; екіпаж з семи осіб, включаючи розрахунок міномета; у задньому відсіку розташована тримісна лавка, обернена всередину, ліворуч і стелаж для боєприпасів праворуч. Є відділення для зберігання 150 мінометних снарядів.
- YPR-765 PRV (Pantser Rups Vracht) — броньована вантажна машина з кулеметом M2 HB; екіпаж з двох осіб; порожній задній відсік з захисною сіткою між екіпажем і вантажем.
- YPR-765 PRAT (Pantser Rups Anti Tank) — протитанкова машина, озброєна подвійною пусковою установкою TOW на башті «hammerhead» Emerson (подібна до M901 ITV) та кулеметом FN MAG на поворотному кріпленні; екіпаж з чотирьох осіб; ліворуч у задньому відсіку розташовано стелаж з ракетами, лавка, обернена всередину, і різне обладнання, зокрема станок M41 праворуч.
- YPR-806 PRBRG (Pantser Rups Berging) — броньована машина для евакуації; у збройних силах США позначається як M806, побудована на модифікованому шасі та корпусі M113 з використанням компонентів AIFV. Машина ремонту та евакуації, оснащена внутрішньою лебідкою і двома ґрунтовими якорями на задній частині корпусу.
- YPR-KMar (Koninklijke Marechaussee) — машина Королівської військової поліції, подібна до PRCO. Проте версія KMar пофарбована в синій колір і не має «переднього хвилеріза», який використовується в інших версіях для амфібійного застосування. Деякі машини YPR-KMar були обладнані бульдозерним лезом для прибирання перешкод (наприклад, під час заворушень). YPR з бульдозерним лезом або тараном більше не є амфібійним. Машина може бути оснащена 7,62-мм кулеметом. Існує також спеціальна версія для штурму захоплених літаків: YPR-765 AAV (Aircraft Assault Vehicle)

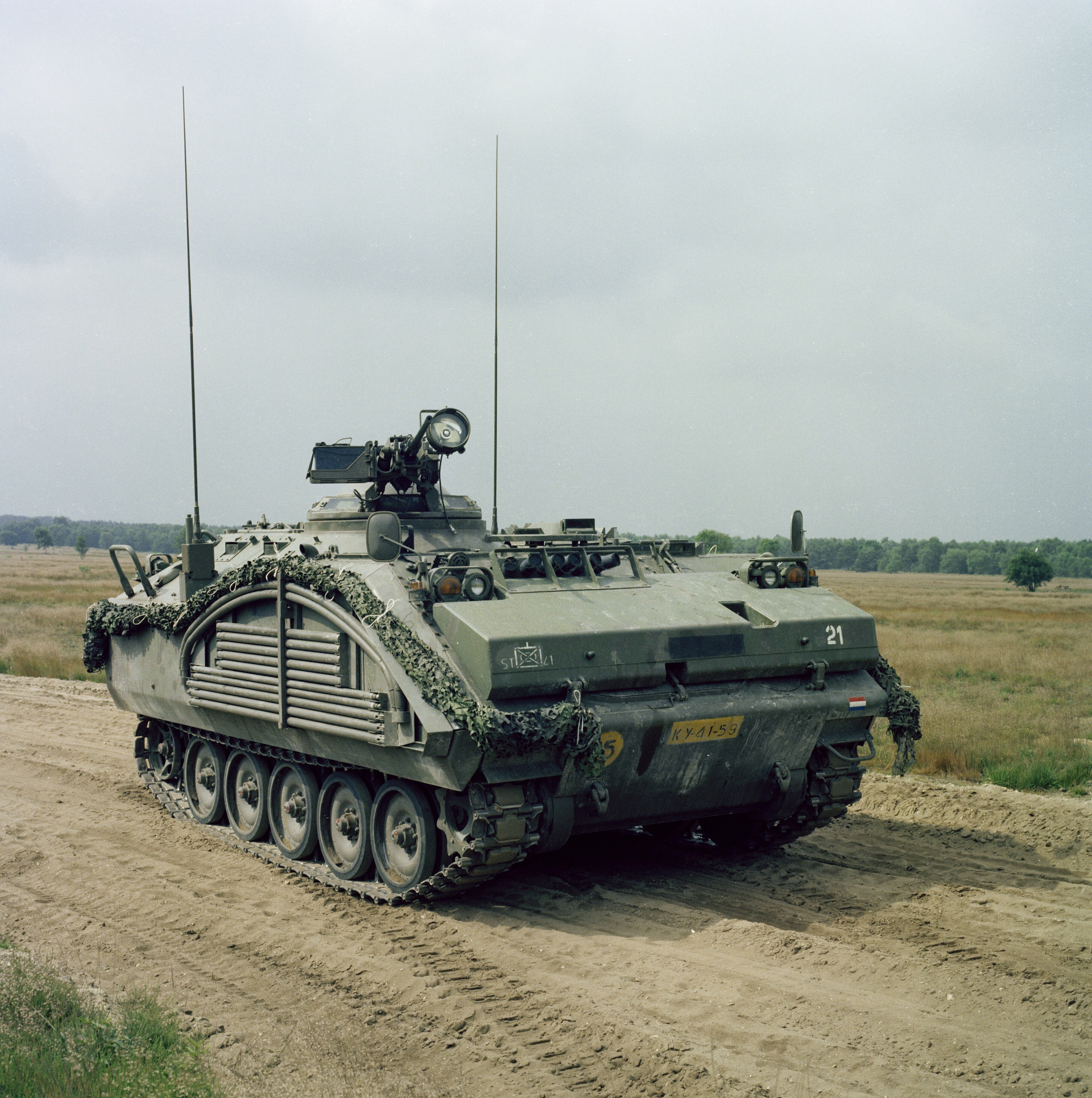
Багатоцільова модель YPR-765 PRCO-C озброєна важким кулеметом Browning M2HB.
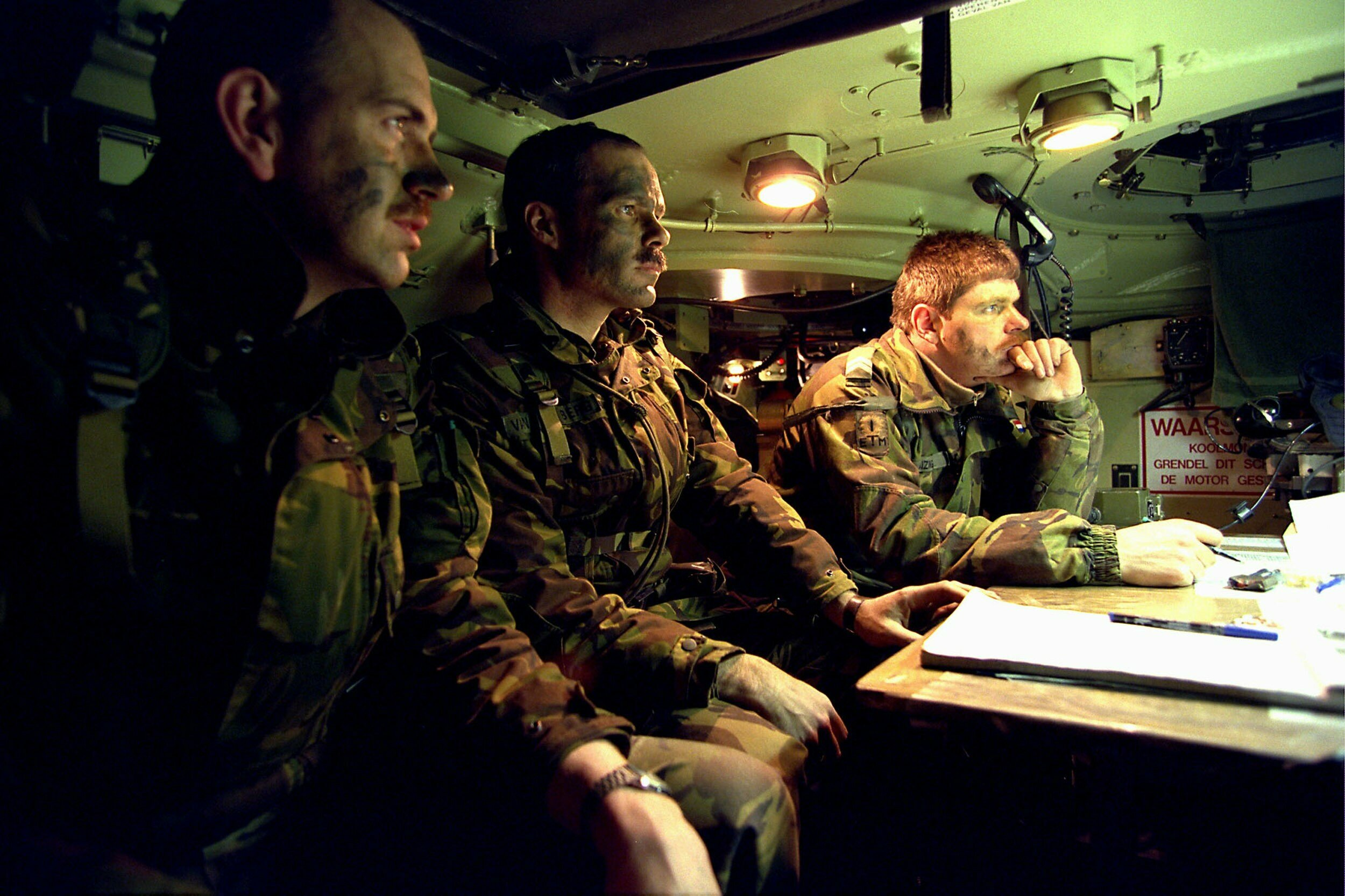
Задній відсік однієї з командирських машин серії YPR-765 PRCO-C.
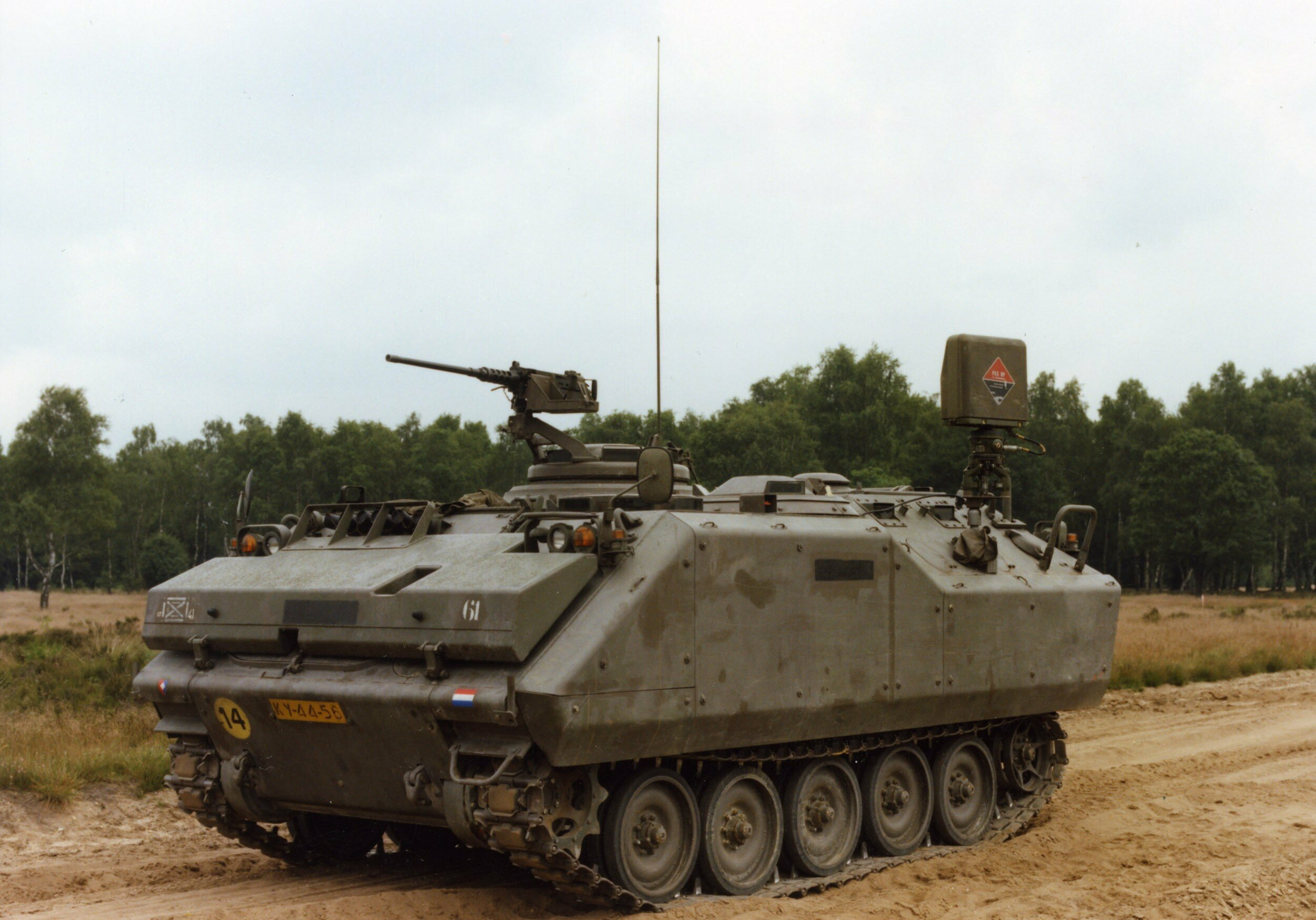
YPR-765 PRRDR машина за спостереженням поля бою.
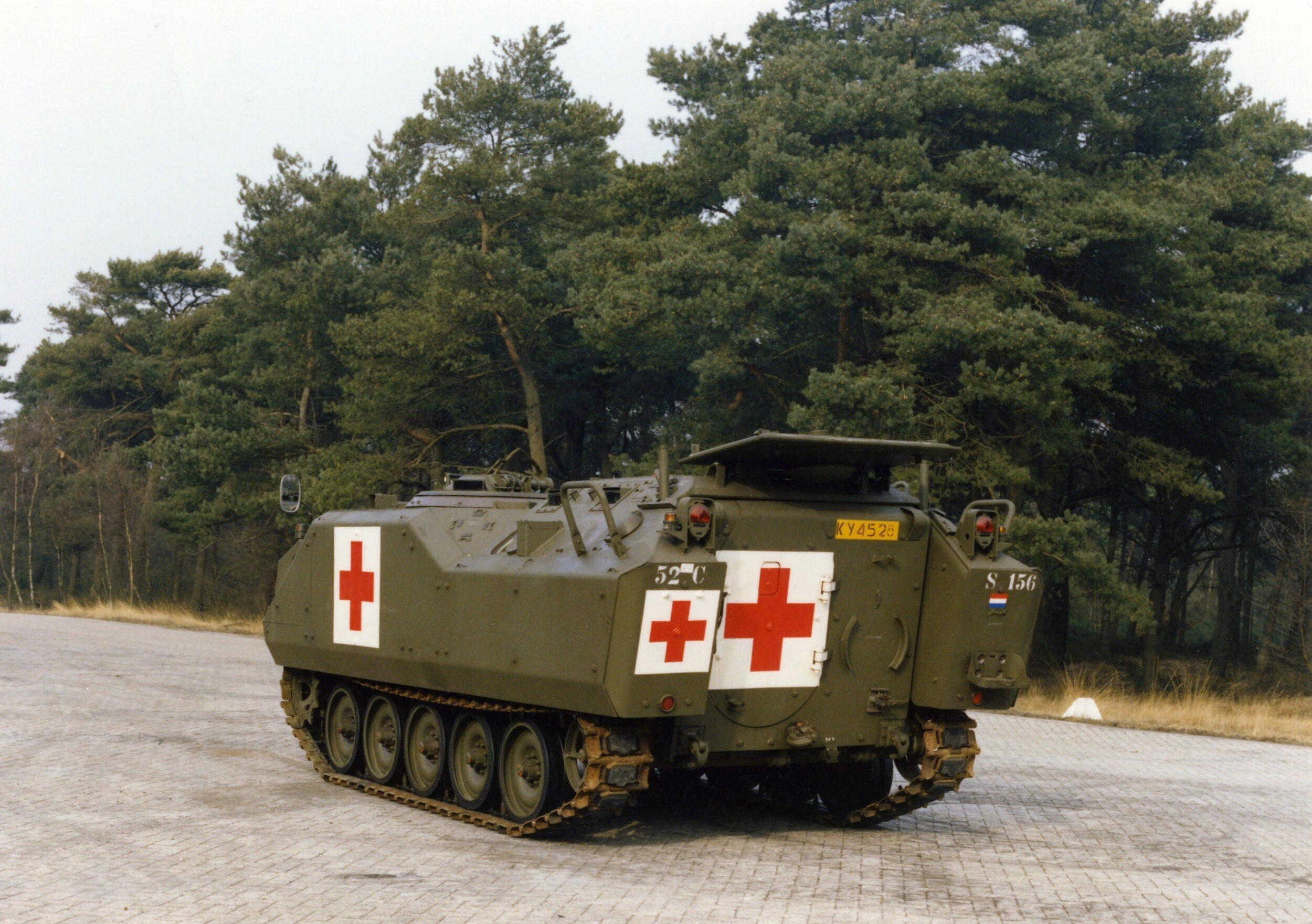
YPR-765 PRGWT броньована машина медичної евакуації
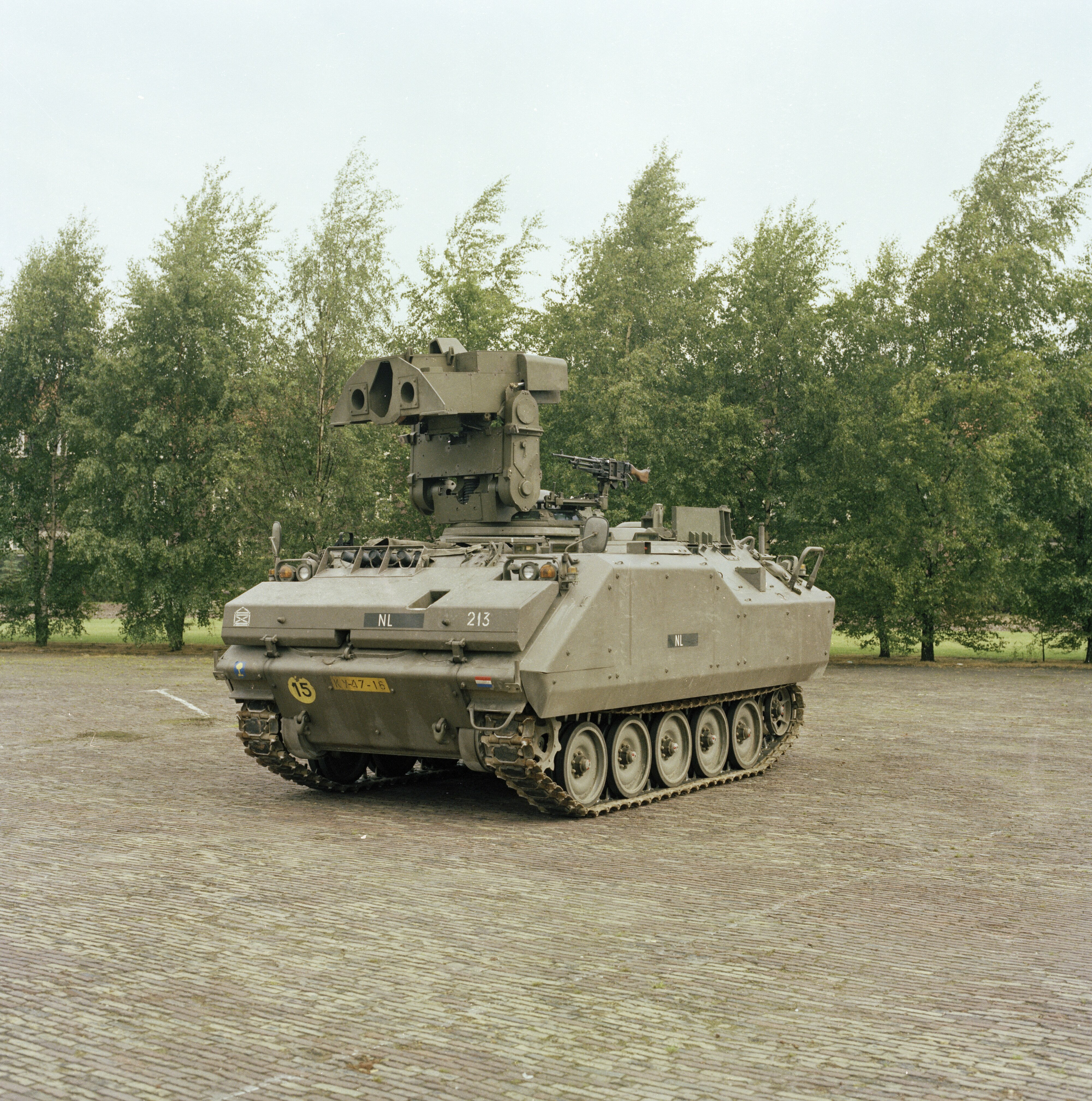
YPR-765 PRAT — протитанкова машина з подвійною пусковою установкою TOW від Emerson. Пускова установка піднята в бойове положення; у складеному положенні башта повертається і спрямовується назад для зниження висоти машини.
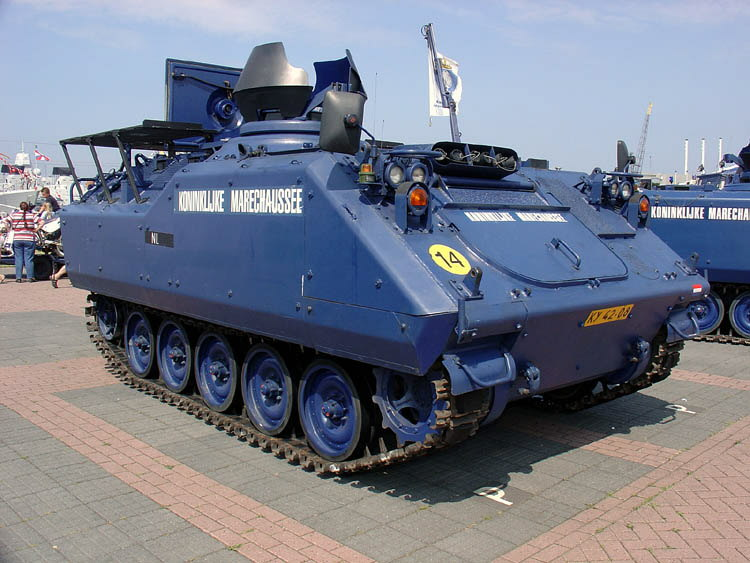
YPR-KMar — броньована машина Королівської військової поліції.

## Бойове застосування

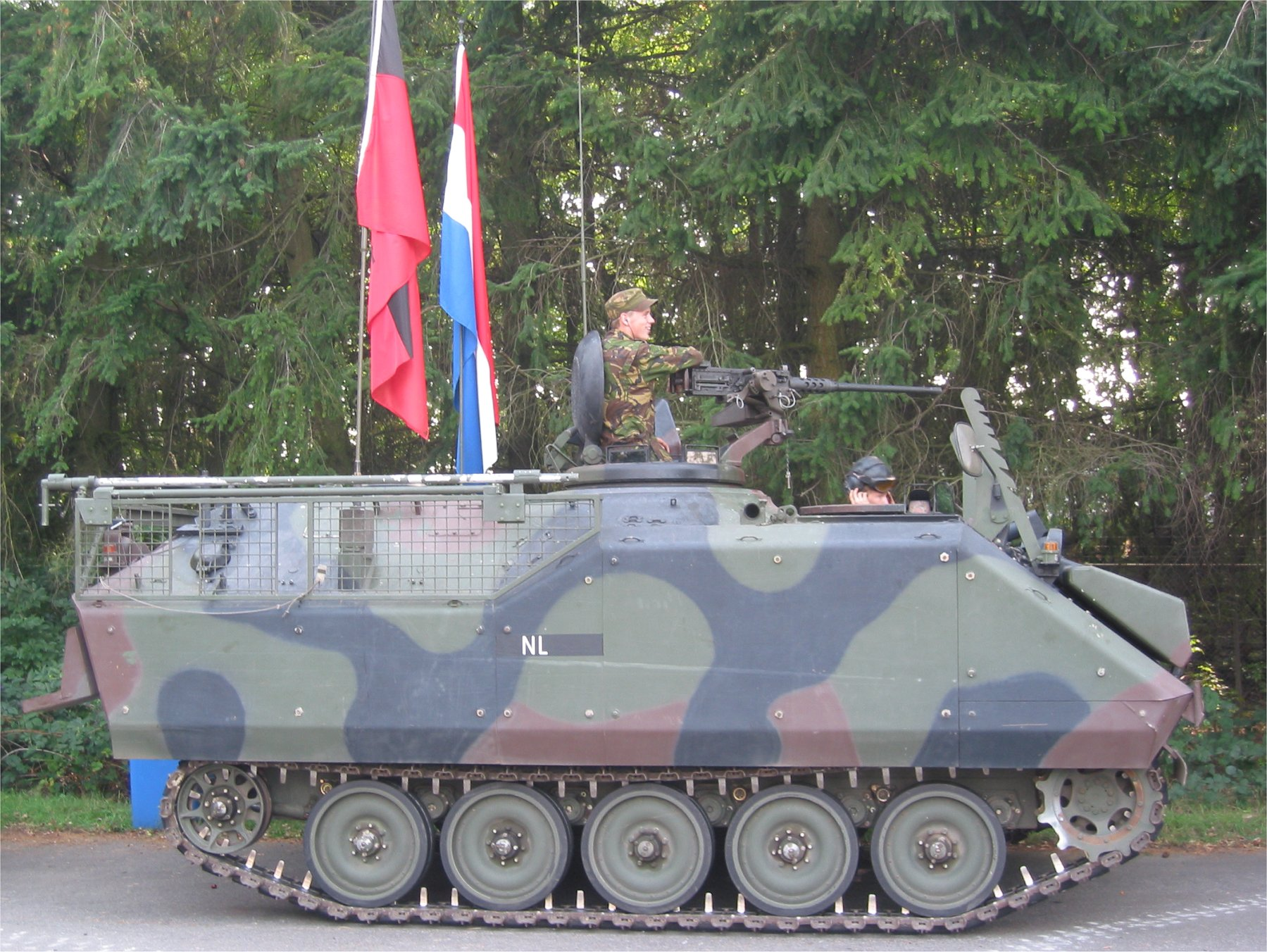
YPR-765A1 нідерландського батальйону СООН у Сребрениці в 1994—1995 рр.

Принаймні 1 бронетранспортер YPR-765A1 використовувався у Боснії і Герцеговині нідерландським контингентом Охоронних сил ООН. 
Понад 100 одиниць YPR-765 Королівської армії Нідерландів були задіяні в Боснії і Герцеговині в складі нідерландських військ, що брали участь у Силах стабілізації в цій балканській державі.

### Російське вторгнення в Україну

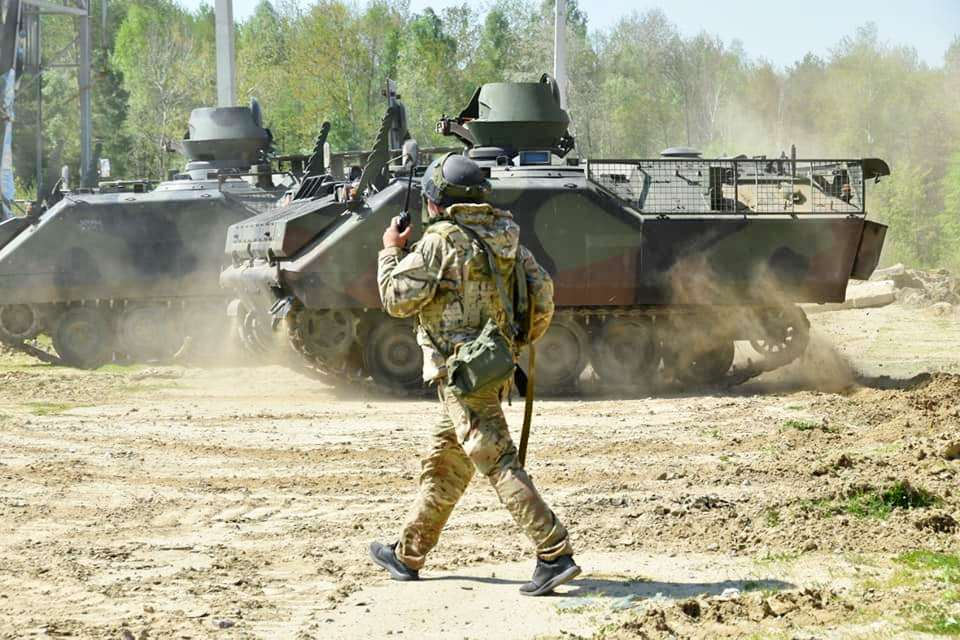
YPR-765 українських збройних сил, травень 2022 р.

Широко використовується Збройними силами України під час російсько-української війни.
Відомо, що БТРи YPR-765 активно застосовувалися на Бахмутському напрямку. Українські військові хвалили YRP-765 за високу прохідність. За словами військових у порівнянні з бойовими машинами піхоти зразка Радянського Союзу, ці бронетранспортери значно маневреніші, простіші в управлінні, оснащені автоматичною коробкою передач, легкі в обслуговуванні та живучіші. 
Станом на 6 липня 2025 року редактори Oryx Blog знайшли фото чи відео підтвердження безповоротної втрати Україною 101 БТР YPR-765 (знищених або захоплених російськими військовими). Ще 16 машин було покинуто українськими військовими (поточний стан покинутих машин невідомий). 
|           | YPR-765 2A4 | YPR-765 PRI | Всього |
| --------- | ----------- | ----------- | ------ |
| Знищено   | 90          | 2           | 92     |
| Захоплено | 8           | 1           | 9      |
| Всього    | 98          | 3           | 101    |

## Оператори

### Поточні
- Бахрейн: 25 одиниць YPR-765 PRI на озброєнні, станом на 2025 рік[18].
- Єгипет: близько 2000 одиниць YPR-765, 390 одиниць YPR-765 PRI та 300 одиниць YPR-765 PRAT на озброєнні, станом на 2025 рік[19].
- Йорданія: 336 одиниць YPR-765 PRI та 87 одиниць YPR-765 PRCO на озброєнні, станом на 2025 рік[20].
- Марокко: 123 одиниці YPR-765 на озброєнні, станом на 2025 рік[21].
- Україна: 160 одиниць YPR-765 на озброєнні, станом на 2025 рік[22]. Всього передано 353 одиниці від Нідерландів як військову допомогу. Частина з них втрачена в боях.
- Філіппіни: 2 одиниці YPR-765 на озброєнні, станом на 2025 рік[23].
- Чилі: 18 одиниць YPR-765 PRI на озброєнні, станом на 2025 рік[24].

### Колишні
- Нідерланди: перебувало 2079 одиниць різних модифікацій на озброєнні. Замінені на більш сучасні машини. Станом на 2023 рік використовуються тільки БРЕМ YPR-806 A1 PRB та YPR-KMar (машина військової поліції)[25].

### Україна
19 квітня 2022 року прем'єр-міністр Нідерландів Марк Рютте оголосив про намір передати Україні певну кількість YPR-765. 14 травня ці машини уже були поміченні на навчаннях українських сухопутних підрозділів. Станом на 29 вересня 2024 року Міністерство оборони Нідерландів повідомило про загальну кількість у 353 передані та обіцяні одиниці. Також в невідомій кількості на озброєнні ЗСУ перебуває БМП YPR-765 PRI.